# Autophila chamaephanes
Autophila chamaephanes — вид метеликів підродини ведмедиць (Arctiinae) родини еребід (Erebidae). Поширений у степовій зоні в Україні, на півдні Росії та Казахстані.